# Callyna biplagiata
Callyna biplagiata är en fjärilsart som beskrevs av George Thomas Bethune-Baker 1906. Callyna biplagiata ingår i släktet Callyna och familjen nattflyn. Inga underarter finns listade i Catalogue of Life.